# Ґрабувка (Великопольське воєводство)
Ґрабувка (пол. Grabówka, нім. Segenfelde) — село в Польщі, у гміні Будзинь Ходзезького повіту Великопольського воєводства.
Населення — 165 осіб (2011).
У 1975-1998 роках село належало до Пільського воєводства.

## Демографія
Демографічна структура станом на 31 березня 2011 року:
|          | Загалом | Допрацездатний вік | Працездатний вік | Постпрацездатний вік |
| -------- | ------- | ------------------ | ---------------- | -------------------- |
| Чоловіки | 76      | 14                 | 57               | 5                    |
| Жінки    | 89      | 25                 | 56               | 8                    |
| Разом    | 165     | 39                 | 113              | 13                   |